# Lilleby och Fåglevik
Lilleby och Fåglevik var en av SCB avgränsad och namnsatt småort i Göteborgs kommun. Den omfattade bebyggelse i Lilleby och Fåglevik i Torslanda socken. Den räknades som småort 1990 med namnet Lilleby + Fåglevik. År 1995 blev orten en del av tätorten Torslanda varefter ingen bebyggelseenhet med detta namn existerar.